# Walzbach (Pfinz)
Die Walzbach ist ein gut 20 Kilometer langer Bach im Norden des baden-württembergischen Landkreises Karlsruhe, der im südwestlichen Kraichgau entsteht, bei Weingarten (Baden) in die Oberrheinische Tiefebene eintritt und dort von rechts in die Pfinzkorrektion mündet. In Weingarten zweigt der Weingartener Entlastungskanal ab, der auf kürzerem Wege der Pfinzkorrektion zufließt.

## Namen
Im örtlichen Dialekt ist „Bach“ feminin; die heutige Bahnhofsstraße in Weingarten hieß früher An der Bach.
Im Amtlichen Digitalen Wasserwirtschaftlichen Gewässernetz (AWGN) trägt die Walzbach die lokalen Namen Weingartener Bach für den Abschnitt unterhalb von Weingarten und Lachengraben unterhalb der Mündung des Grombachs.
In Karten des 19. Jahrhunderts wird das Gewässer Dreckwalz oder Dreckwalzbach genannt, in älteren Quellen finden sich die Bezeichnungen „Die Bach, die Waltzendreck genannt“ (1617) und „Walz, den Dreck Bach“ (1738). Diese Namen werden meist auf die gelbe bis dunkelbraune Farbe des Wassers bei starkem Regen zurückgeführt, die Folge der hohen Sedimentfracht aus dem Lössgebiet des Kraichgaus ist.
Heute nicht mehr gebräuchliche lokale Namen waren Waldbach im Oberlauf und Heiliger Graben in Büchenau.

## Geographie

### Hungerquelle
Die Walzbach entspringt der Hungerquelle (auch Hungerbrunnen), einer episodisch schüttenden, artesischen Quelle. Der Name „Hungerquelle“ verweist auf den Volksglauben, eine Schüttung der Karstquelle kündige Missernten und Teuerung an. Nach Angaben von 1817 schüttete die Quelle 1563, 1571, 1636, 1699, 1744 und 1771. Nach einem Bericht des Wössinger Schultheißen von 1816, dem Jahr ohne Sommer, war die Schüttung in diesem Jahr so groß, dass der Betrieb eines Mühlrades möglich gewesen wäre. Als die Hungerquelle 1800 eingetrocknet sei, habe man das Loch zugeworfen und die Quelle verdammt, so der Schultheiß.
In den letzten Jahren schüttete die Hungerquelle 2003, im Februar 2011 und im Juni 2013. Dabei tritt das Wasser in Schwallen aus und es steigen ständig Luftblasen auf. Im Mittel schüttet die Quelle alle sieben bis acht Jahre für einige Monate. Die Hungerquelle ist seit 1989 als Flächenhaftes Naturdenkmal ausgewiesen. Sie liegt in einer Waldlichtung unweit der Grenze zwischen Walzbachtal und Königsbach-Stein und südlich des Landschaftsschutzgebietes Wössinger Waldwiesen, etwa drei Kilometer ostsüdöstlich von Wössingen.

Hungerquelle
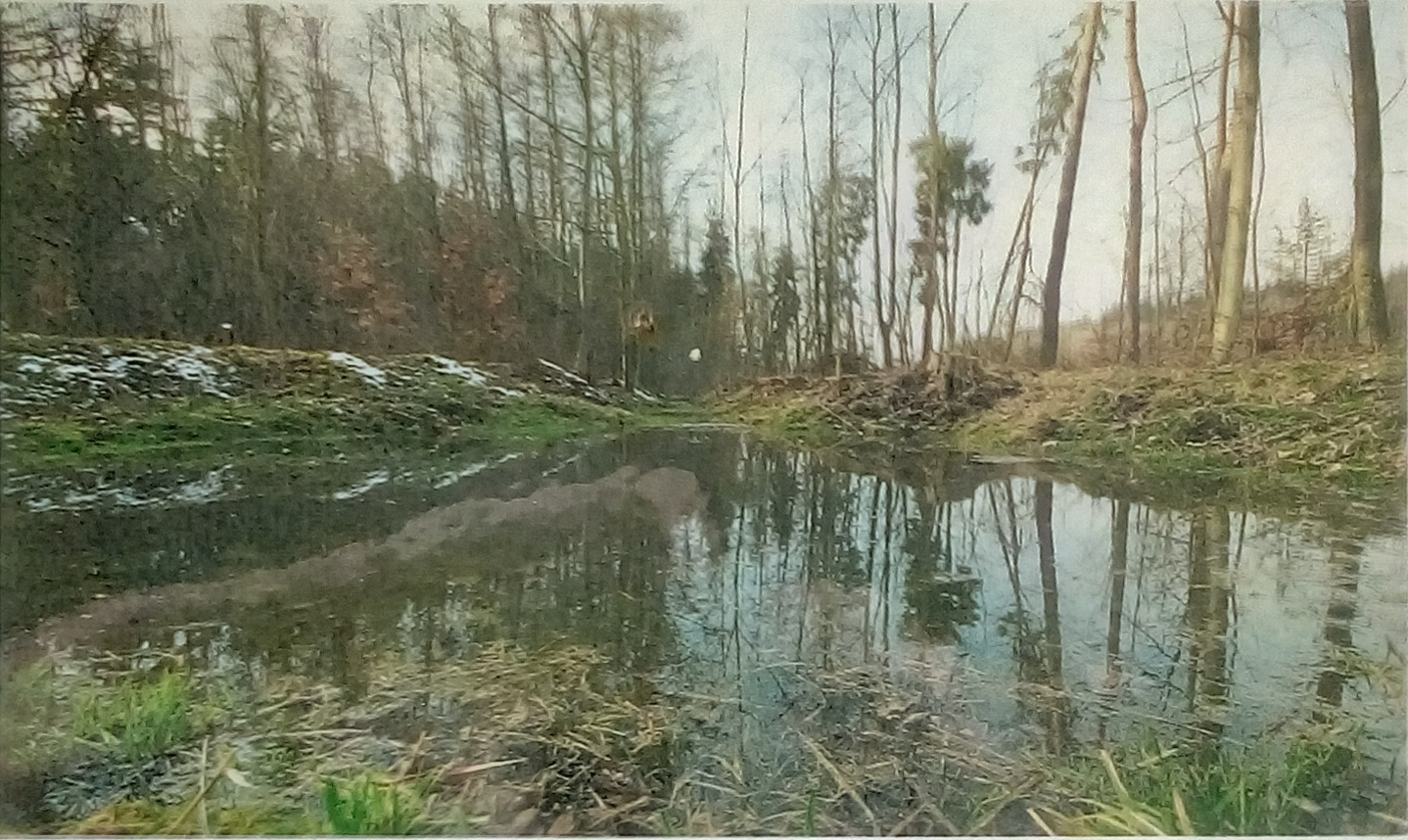
Mit Schüttung
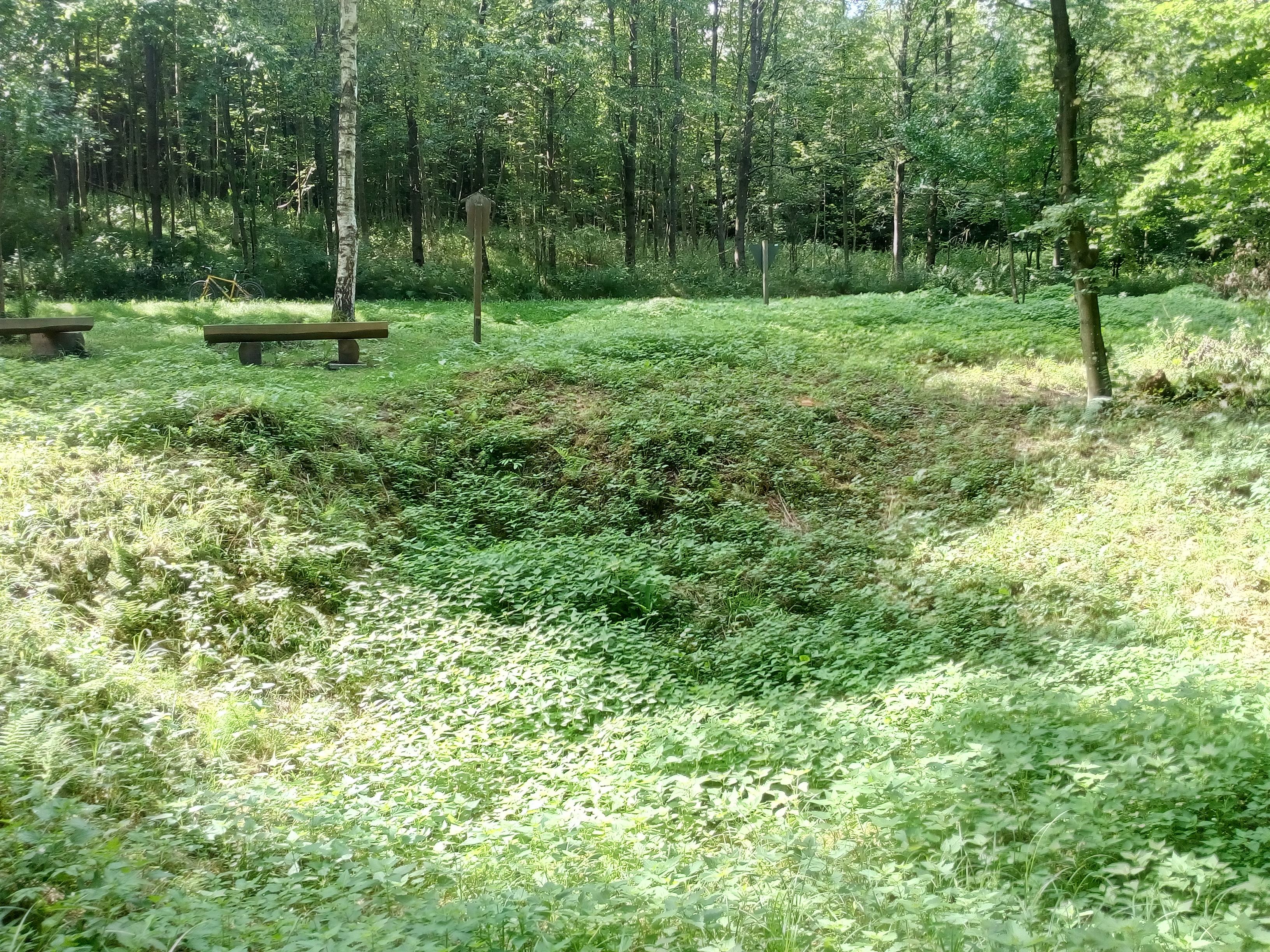
Ohne Schüttung

### Verlauf

#### Kraichgau
An der Hungerquelle ungefähr westnordwestliche Richtung einschlagend, erreicht die Walzbach nach rund 2,5 Kilometer Lauf durch das Schifftal den Ortsrand von Wössingen. Dabei passiert sie die Lausquelle, die ebenfalls als Naturdenkmal ausgewiesen ist. Fast im gesamten Lauf bis Wössingen wird die Walzbach von einem Auwaldstreifen begleitet; die Biotopkartierungen weisen den Bach als naturfern und begradigt aus. Oberhalb der Kreisstraße 3565 (Wössingen–Stein) durchquert der Bach eine Waldinsel, in der das Gewässer ebenfalls begradigt ist, sich aber in einer Entwicklung zu naturnahen Strukturen befindet.
Am Ortsrand von Wössingen fließt die Walzbach am rechten Rand der Aue; in der Aue liegt das nicht dauereingestaute Hochwasserrückhaltebecken Brühl mit einem gewöhnlichen Hochwasserrückhalteraum von 6.840 Kubikmetern. Rund 350 Meter unterhalb des Rückhaltebeckens beginnt die etwa einen Kilometer lange Wössinger Verdolung. Innerhalb des verdolten Abschnittes fließt der Walzbach von rechts der Falltorgraben zu, der das Gebiet um die Steinbrüche des Zementwerks im Nordosten Wössingens entwässert.
Am westlichen Ortsrand von Wössingen überquert die Kraichgaubahn (Heilbronn–Karlsruhe) die Walzbach; knapp einen Kilometer weiter folgt die Bundesstraße 293 (Heilbronn–Pfinztal). Auch zwischen Wössingen und Jöhlingen, beides Ortsteile von Walzbachtal, ist das Bachbett begradigt und naturfern, aber überwiegend von einem Auwaldstreifen begleitet.
Am Ortsrand von Jöhlingen durchfließt die Walzbach das nicht dauereingestaute Hochwasserrückhaltebecken Seewiesen mit einem gewöhnlichen Hochwasserrückhalteraum von 46.000 Kubikmetern. Das Rückhaltebecken markiert den Anfang der gut zwei Kilometer langen Jöhlinger Verdolung, innerhalb der der Walzbach drei, in ihren Unterläufen ebenfalls verdolte Gräben zufließen.
Unterhalb von Jöhlingen verengt sich das Tal, durch das die Landesstraße 559 (Jöhlingen–Weingarten (Baden)–Fähre Leimersheim) verläuft. In zwei gegenläufigen Bögen fließt die Walzbach zunächst nach Norden und schlägt dann westliche Richtung ein. In der Biotopkartierung wird der Bachlauf in diesem Abschnitt als überwiegend naturnah mit dem Charakter eines Flachlandbaches und einigen Merkmalen eines Mittelgebirgsbachs beschrieben. Das Gewässer ist teilweise gewunden mit Prall- und Gleithängen und wird meist von einem schmalen Gehölzstreifen gesäumt.
Etwa auf halbem Weg zwischen Jöhlingen und Weingarten liegt das Hochwasserrückhaltebecken Am Alten Schloss mit einem 7,5 Meter hohen Erddamm und einem gewöhnlichen Hochwasserrückhalteraum von rund 175.000 Kubikmetern. Der Namen des Rückhaltebeckens bezieht sich auf die talabwärts gelegene Wasserburg Schmalenstein, deren wenige Reste die Walzbach in zwei Arme aufgespalten umfließt.
Etwas unterhalb der Burgruine erreicht die Walzbach das bebaute Gebiet der Gemeinde Weingarten. Der Bach durchquert das im relativ engen Tal gelegene Oberdorf; die Mühlkanäle dreier stillgelegter Mühlen werden noch durchflossen. In der Ortsmitte überquert die Bundesstraße 3 (Karlsruhe–Heidelberg) die Walzbach auf der Marktbrücke. Rund 100 Meter unterhalb der Brücke beginnt die gut einen Kilometer lange Weingartener Verdolung, die kurz nach dem Bahnhof an der Strecke Heidelberg–Karlsruhe endet.

#### Oberrheinische Tiefebene
An ihrem Eintritt in die Oberrheinische Tiefebene hat die Walzbach einen Schwemmkegel ausgebildet, auf dem das Unterdorf von Weingarten liegt. Am westlichen Ortsrand liegt der Abzweig des Weingartener Entlastungskanals.
Ab dem Abschlag des Entlastungskanals als Weingarter Bach bezeichnet, verläuft das Gewässer nach Norden bis Nordwesten entlang der Kreisstraße 3539 nach Stutensee-Staffort. Dabei passiert der Weingarter Bach den Ortsteil Waldbrücke und die Kläranlage von Weingarten.
Nach der Unterquerung der Bundesautobahn 5 (Karlsruhe–Heidelberg) wendet sich der Weingarter Bach nach Norden bis Nordosten, verlässt den Wald, den er seit Waldbrücke durchflossen hat und erreicht die Feldflur von Staffort. Hier fließt der Bach zwischen kleinen Dämmen in Hochlage, zum Teil liegt der Wasserspiegel über dem Geländeniveau. Die Hochlage dürfte Folge des über Jahrhunderte praktizierten „Bachputzens“ sein, bei der die Sedimente aus dem Bachbett ausgehoben und am Ufer abgelagert wurden. Laut den Biotopkartierungen wird das Gewässer meist von Feldgehölzen und kleineren Röhrichtbeständen begleitet. An Staffort östlich vorbeifließend, unterquert der Bach die Kreisstraße 3679 nach Büchenau und überquert dann auf einem Aquädukt den Neuen Kanal.
Rund 600 Meter westlich von Büchenau mündet von rechts und Südosten der Grombach, der im Kraichgau entsteht und das Gebiet nördlich des Einzugsgebiets der Walzbach entwässert. Ab der Grombachmündung unter dem Namen Lachengraben nach Norden verlaufend, unterquert der Bach die Landesstraße 558 (Friedrichstal–Bruchsal) und folgt dann der Kreisstraße 3528 Richtung Stutensee-Spöck. Ab Spöck verläuft der Lachengraben in rund 100 Meter Abstand parallel zur hier als Pfinzkorrektion bezeichneten Pfinz, in die der Bach ungefähr auf halbem Wege zwischen Spöck und Neuthard von rechts mündet.

### Weingartener Entlastungskanal
Der während der Pfinz-Saalbach-Korrektion (1934–1962) gebaute Weingartener Entlastungskanal zweigt am westlichen Ortsrand von Weingarten von der Walzbach ab. Am Abzweig liegt ein heute rund 2500 Quadratmeter großes, ursprünglich als Schlammfang gebautes Absetzbecken. Das Trapezprofil des dem Hochwasserschutz dienenden Kanals ist für einen Abfluss von zehn Kubikmeter pro Sekunde dimensioniert.
Westliche bis südwestliche Richtung einschlagend, verläuft der Entlastungskanal – auf der Südseite von einer hochwüchsigen Baumhecke begleitet – am Nordrand des Weingartener Wiesentals, eines früheren Wiesenwässerungsgebiets. Auf rund 600 Meter durchfließt der Kanal das Waldgebiet Dörnich, in dem mehrere Grabhügel liegen. Zwischen Waldrand und der Bundesautobahn 5 mündet von links der Weidgraben, der ab Karlsruhe der Autobahn folgt und dabei mehrere Gräben aus dem Naturschutzgebiet Weingartener Moor sowie den Pfinznebenarm Gießbach aufnimmt.
Westlich der Autobahn wendet sich der Kanal – entsprechend dem Verlauf des Wiesentals – in einem langgezogenen Bogen nach Norden und unterquert dabei die Landesstraße von Weingarten nach Stutensee-Blankenloch. Bereits ab der Autobahn der Grenze zwischen dem Wiesental links und einem Waldgebiet rechts folgend, tritt der Kanal auf seinen letzten rund 500 Metern vollständig in das Waldgebiet ein. Der Weingartener Entlastungskanal mündet rund 1,5 Kilometer östlich von Blankenloch an der Kreuzlachallee von links in die hier als Pfinzkorrektion bezeichnete Pfinz. Im Regelfall führt die Pfinz oberhalb der Einmündung kein Wasser, da der Abfluss rund 1,3 Kilometer flussaufwärts durch ein Wehr in den Flussarm Heglach geleitet wird.

### Zuflüsse
Hierarchische Liste der Zuflüsse und  Seen des Walzbachs von der Quelle zur Mündung. Einziger Zufluss des Weingartener Entlastungskanals ist der Weidgraben:
    Zuflüsse des Weidgrabens siehe → Weidgraben (Weingartener Entlastungskanal)#Zuflüsse
Gewässerlänge, Seefläche, Einzugsgebiet und Höhe nach den entsprechenden Layern auf der Onlinekarte der LUBW. Andere Quellen für die Angaben sind vermerkt.
Die Walzbach entspringt der Hungerquelle 3 km ostsüdöstlich von Wössingen (⊙, 206 m ü. NHN), in den Waldwiesen unweit der Grenze zwischen Walzbachtal und Königsbach-Stein.
- Passiert auf etwa 187 m ü. NHN das nicht dauereingestaute Rückhaltebecken Brühl (⊙) am oberen Ortsrand von Wössingen.
- Brühlbach, von links auf etwa 182 m ü. NHN ⊙, 200 m langer Bach in einem Wiesengelände am Wössinger Ortsrand.
- Falltorgraben, von rechts auf etwa 179 m ü. NHN ⊙ in Wössingen, verdolter Zufluss zum ebenfalls verdolten Walzbach, 1,9 km und 3,9 km² einschließlich seiner Zuflüsse. Entsteht auf etwa 193 m ü. NHN südlich des Wickenbergs an der Bundesstraße 293 ⊙.
  - Muldengraben, von rechts auf etwa 191 m ü. NHN ⊙ an der Bundesstraße 293, 0,7 km. Entsteht auf etwa 200 m ü. NHN südlich des Streichentals ⊙.
    - Wickenberggraben, von links auf etwa 192 m ü. NHN ⊙ nördlich der Bundesstraße 293, 0,5 km. Entsteht auf etwa 208 m ü. NHN nordwestlich des Wickenbergs ⊙.
- Bach rechts dem Neuen Graben, von links auf etwa 176 m ü. NHN ⊙ am westlichen Ortsrand von Wössingen, 0,4 km. Entsteht auf etwa 180 m ü. NHN nördlich des Durlacher Wegs ⊙.
- Erlachgraben, von links auf etwa 176 m ü. NHN ⊙ bei den Sportplätzen im Rohren, 1,0 km. Entsteht auf etwa 185 m ü. NHN im Gewann Erlach ⊙.
  - Höllgraben, von rechts auf etwa 180 m ü. NHN ⊙ beim Gewann Gänsgraben, 1,3 km. Entsteht auf etwa 198 m ü. NHN im Naturschutzgebiet Zwölf Morgen ⊙.
- Durchfließt auf etwa 165 m ü. NHN das nicht dauereingestaute Rückhaltebecken Seewiesen (⊙) am Ortsrand von Jöhlingen, Beginn eines verdolten Abschnitts.
- Attental, von links auf etwa 160 m ü. NHN ⊙ im verdolten Abschnitt innerhalb Jöhlingens, 1,0 km. Entsteht auf etwa 188 m ü. NHN im Attental südwestlich von Jöhlingen ⊙.
- Langentalgraben, von rechts auf etwa 159 m ü. NHN ⊙ im verdolten Abschnitt innerhalb Jöhlingens, 1,9 km. Entsteht auf etwa 202 m ü. NHN im Inzeloch ⊙.
  - Durchfließt auf etwa 192 m ü. NHN das nicht dauereingestaute Rückhaltebecken Langental (⊙).
- Grund, von rechts auf etwa 159 m ü. NHN ⊙ im verdolten Abschnitt innerhalb Jöhlingens, 2,3 km und 2,1 km² einschließlich seines Zuflusses. Entsteht auf etwa 211 m ü. NHN östlich des Martinshofes am Hölzernen Brückle ⊙.
  - Brunnenstubenbach, von rechts auf etwa 177 m ü. NHN ⊙ am Ortsrand von Jöhlingen, 0,5 km. Entsteht auf etwa 199 m ü. NHN im Süden des Gewanns Brunnenstuben ⊙.
    - Durchfließt auf etwa 175 m ü. NHN direkt an der Mündung in den Grund das nicht dauereingestaute Rückhaltebecken Grund (⊙).
- Wimstalgraben, von links auf etwa 152 m ü. NHN ⊙ am Ende der Jöhlinger Verdolung, 0,9 km. Entsteht auf etwa 177 m ü. NHN im Wimstal westlich von Jöhlingen ⊙.
  - Bollandergraben, von rechts auf etwa 156 m ü. NHN ⊙ an der Weingartener Straße, 1,0 km. Entsteht auf etwa 181 m ü. NHN ⊙ im Gewann Bollander direkt an der Bahnstrecke Karlsruhe–Heilbronn ⊙, überwiegend verdolt.
- Brettener Grund, von rechts auf etwa 136 m ü. NHN ⊙ südlich des Husarenbergs, 1,6 km. Entsteht auf etwa 185 m ü. NHN östlich der Aussiedlerhöfe Sallenbusch unweit des Sallenbusch-Brunnens ⊙.
- Seidental, von rechts auf etwa 134 m ü. NHN ⊙ östlich des Lettenbuckels, 1,2 km. Vermutlich ist Siedental gemeint, in diesem entsteht das Gewässer auf etwa 179 m ü. NHN ⊙.
- Durchfließt auf etwa 132 m ü. NHN das Rückhaltebecken Am Alten Schloss ⊙, im Dauerstau 0,6 ha.
- → (Abgang eines Seitenarms)[3]⊙, rund 400 m lang, umfließt die wenigen Reste der Wasserburg Schmalenstein südlich, der Hauptarm nördlich der Ruine.
- ← (Rücklauf des Seitenarms) ⊙
- Im Ortsgebiet von Weingarten (Baden) die Mühlkanäle Lepp, Obere Mühle und Untere Mühle mit Längen zwischen 34 und 109 m.
- → tritt bei Weingarten (Baden) in die Oberrheinebene ein, hier Abschlag des Weingartener Entlastungskanals.
- ↓ passiert unter dem Namen Weingarter Bach Stutensee-Staffort in Hochlage.
- ☓ Überquert bei Staffort auf einem Aquädukt den Neuen Kanal.
- Grombach westlich des Bruchsaler Stadtteils Büchenau von rechts (⊙, 111 m ü. NHN), 9,4 km, 16,0 km². Entsteht im Kraichgau am Binsheimer Brunnen (⊙, 215 m ü. NHN) nördlich der Aussiedlerhöfe Binsheim (zu Walzbachtal-Jöhlingen), durchfließt die Bruchsaler Stadtteile Ober- und Untergrombach, hier Eintritt in die Oberrheinebene und Abschlag des Grombach-Entlastungskanals.
- ↓ Fortsetzung als Lachengraben.
- Passiert am rechten Ufer den Baggersee Fahrteich, 20,3 ha.

Mündung von rechts in die Pfinzkorrektion zwischen Stutensee-Spöck und Neuthard (⊙ 110 m ü. NHN)

## Geschichte

### Brücken
Die Marktbrücke, auf der heute die Bundesstraße 3 im Ortszentrum von Weingarten die Walzbach überquert, wurde 1823 nach Plänen von Johann Gottfried Tulla gebaut. Im klassizistischen Stil gehalten, ist die Brücke im Vergleich zu anderen Entwürfen Tullas ungewöhnlich reich gestaltet. Vor 1823 befand sich an dieser Stelle ein Holzsteg. Fuhrwerke und Kutschen mussten auf rund 100 Meter im Bett der Walzbach fahren. Dies betraf auch den Verkehr auf einer der wichtigsten Poststraßen Deutschlands, die durch Weingarten führte. Der Bau der Brücke war kompliziert, da die erforderliche Höhenlage über dem Bach den Zugang zu angrenzenden Gebäuden erschwerte. Der ausgeführte Entwurf Tullas machte den Abriss mehrerer Gebäude notwendig. Tulla hatte als Gutachter einen 1808 vorliegenden Entwurf für eine zweibogige Brücke abgelehnt, da er Probleme durch Verklausungen bei Hochwasser sah.
In Wössingen wurde die erste Brücke 1768 gebaut, zuvor war die Querung der Walzbach nur an Furten mit Trittsteinen für Fußgänger möglich. Einzig am Pfarrhaus gab es ein Fußgängersteg, damit der Pfarrer nicht im Ornat über die Trittsteine wandeln musste.

### Hochwasser

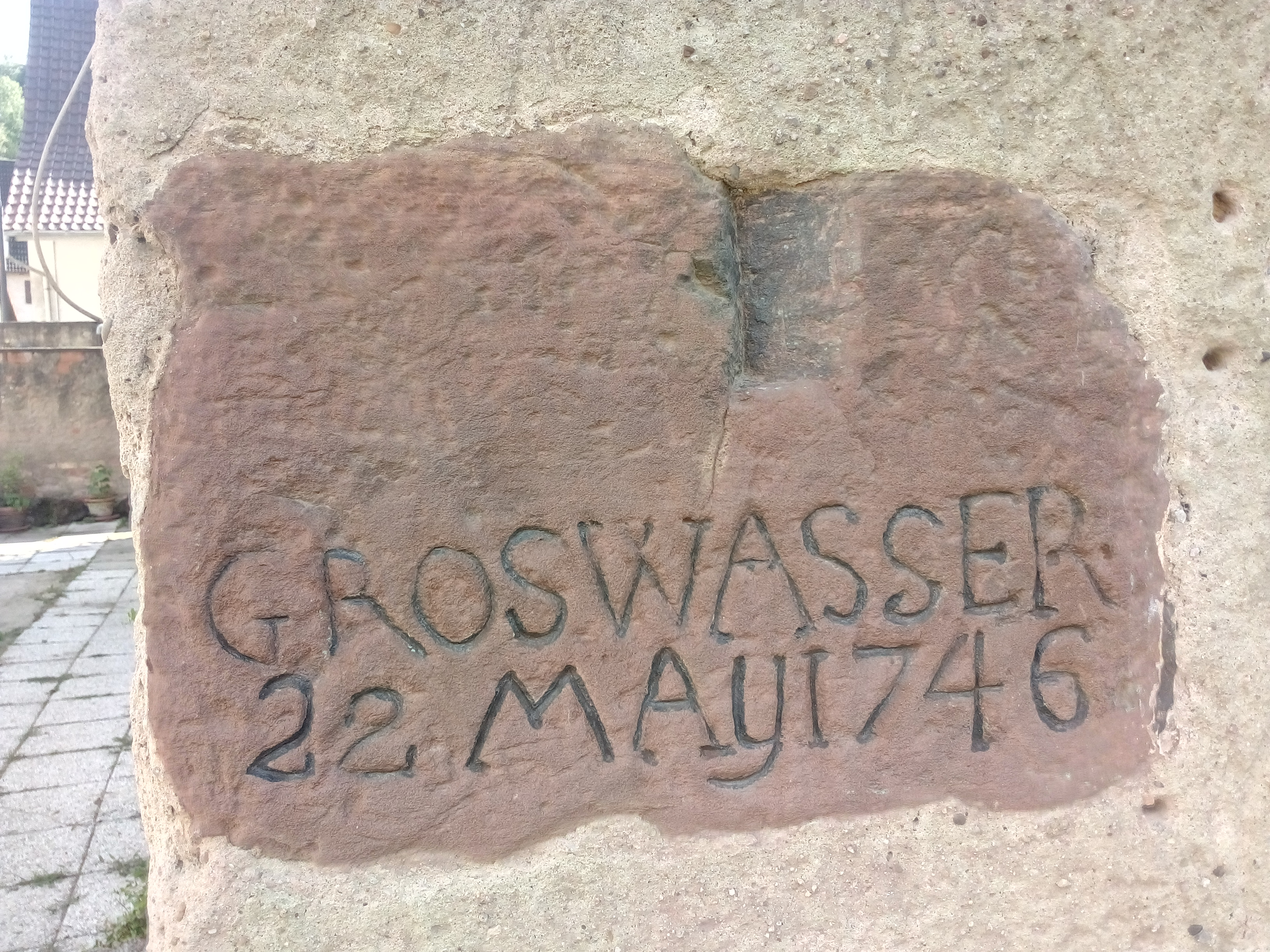
Hochwassermarke von 1746 in Weingarten

Hochwässer der Walzbach sind meist die Folge von Gewittern. Nach Aufzeichnungen eines Weingartener Pfarrers stand das Wasser am 19. September 1730 „mannshoch“; sämtliche Brücken und Stege wurden weggeschwemmt. Bei einem Hochwasser am 22. Mai 1746 starben in Weingarten drei Menschen; drei Häuser stürzten ein. Ein in Jöhlingen mitgerissener Ochse soll an einem Torbogen in Weingarten hängengeblieben sein. Weitere Hochwässer in Weingarten waren unter anderem am 28. Oktober 1824, 31. Mai 1889, 19. April 1906 und 7. Mai 1931. In Wössingen überschwemmte am 27. Mai 1947 ein Wolkenbruch an der Wasserscheide zwischen Pfinz- und Walzbachtal den Ortskern bis zu 1,5 Meter hoch. Nach einem Gewitter und Wolkenbruch am 3. März 1969 lief in Wössingen die Kanalisation über; zudem wurde das Wasser durch die Brücke der Kraichgaubahn zurückgestaut.
Im Weingartener Unterdorf zweigten mehrere Gräben ab, die der Hochwasserentlastung dienten und zum Be- oder Entwässern bei der Wiesenwässerung genutzt wurden. Es waren dies der Ruchgraben durch die Kanalstraße nach links und Süden und der Breitwiesengraben durch die Luisenstraße nach rechts und Norden. Beide Gräben sind heute noch vorhanden, laut AWGN beginnen sie an Rohrauslässen am Rand Weingartens. Ein weiterer Graben zweigte links von der Walzbach ab und verlief durch die Spitalstraße in das Weingartener Wiesental, ein rund drei Kilometer langes Wiesenwässerungsgebiet westlich von Weingarten. Es wird vermutet, dass ein Graben im Wiesental ein älterer Lauf der Walzbach ist und der heutige Weingarter Bach erst nach 1700 angelegt wurde. Hierfür spricht, dass der Weingarter Bach den Walzbachschwemmkegel über eine relativ hoch gelegene Fläche verlässt, worauf der Flurname Sandfeld verweist. Zudem wird der Wiesentalgraben in alten Quellen als „die Bach“ bezeichnet.

### Wiesenwässerung und Mühlen
Wiesenwässerung wurde in allen Anliegergemeinden der Walzbach betrieben, wobei Weingarten die mit Abstand größten Flächen wässerte. Im Vergleich zu anderen Flüssen und Bächen der Region war das Wässern relativ unorganisiert; nach etlichen Planungen und Absichtsbekundungen beschäftigte die Gemeinde Weingarten ab 1889 zwei Wässerer, die die Wiesenwässerung durchführten. Noch nach dem Zweiten Weltkrieg wurden Wässerungseinrichtungen modernisiert, beispielsweise durch den Bau betonierter Stellfallen. Nach der Mitte des 20. Jahrhunderts schwand die Bedeutung der Wiesenwässerung; in Weingarten wurde bis Anfang der 1980er Jahre gewässert.
In Wössingen, Jöhlingen und Weingarten wurde die Walzbach zum Antrieb von Mühlen genutzt. In Wössingen gab es zwei Mühlen; eine 1699 erwähnte Mühle in Unterwössingen war 1971 noch in Betrieb. Eine in Oberwössingen gelegene Mühle wird einzig 1500 erwähnt. In Jössingen gab es mindestens eine Mühle, die Wiesenmühle. Im Weingartener Oberdorf lagen vier Mühlen, von denen drei 1441 erwähnt wurden. Die fünfte Weingartener Mühle, die Lohmühle, lag im Unterdorf unterhalb des Abzweigs des Grabens in das Wiesental. Sie wurde für Überschwemmungen im Unterdorf verantwortlich gemacht. 1891 kaufte die Gemeinde die Mühle, legte den Mühlbetrieb still und nutzte das Gebäude als Krankenhaus. Seit 2003 erinnert ein Wasserrad an der früheren Unteren Mühle in Weingarten an den einstigen Mühlbetrieb an der Walzbach.
Zwischen den Anliegergemeinden gab es zahlreiche Konflikte um die Nutzung der Walzbach. Vor dem Reichsdeputationshauptschluss 1803 gehörten die Gemeinden zu drei verschiedenen Territorien, was die Lösung von Konflikten erschwerte. Im Regelfall richteten sich die Beschwerden gegen den jeweiligen Oberlieger, dem vorgeworfen wurde, er würde zu viel Wasser verbrauchen. 1856 warf Staffort Weingarten vor, es habe nach starken Regenfällen durch Öffnen von Wehren die Überflutung großer Teile der Stafforter Gemarkung verursacht. Weingarten wies die Forderung nach Schadensersatz zurück, da die Stafforter Gemarkung „seit erdenklichen Zeiten“ bei Regen überflutet werde. Auch innerhalb der Gemeinden konnte es zu Konflikten kommen, beispielsweise, wenn Mühlbetrieb und Wiesenwässerung um das Wasser konkurrierten. Die Gemeinde Weingarten hatte 1795 mit dem Besitzer der Lohmühle Zeiten für die Wiesenwässerung vereinbart. Als die Gemeinde 1815 außerhalb dieser Zeiten wässern wollte, um die Feldmäuse im Wiesental auszurotten, protestierte der Müller heftig, konnte sich aber nicht gegen die Gemeinde durchsetzen.

### Verdolung und Renaturierung
In Wössingen wurde die Walzbach ab 1956 verdolt. Die Verdolung war Grundlage für den Bau der Ortskanalisation, deren Überläufe an den Bach angeschlossen wurden. In Weingarten sahen die anfänglichen Planungen vor, die Walzbach in der Ortsmitte und im Unterdorf zu verdolen. Dabei sollte die Marktbrücke abgebrochen werden; auf der freiwerdenden Fläche sollte ein Straßenverkehrsknotenpunkt entstehen. Nach Protesten entschied der Gemeinderat im März 1977, auf die Verdolung in der Ortsmitte zu verzichten.
Zusammen mit der Verdolung in Weingarten entstand das Hochwasserrückhaltebecken Am Alten Schloss, das ein kurz nach dem Zweiten Weltkrieg gebautes, kleineres Rückhaltebecken ersetzte. Bei der Dimensionierung des Beckens wurde davon ausgegangen, dass bei Hochwasser der maximale Abfluss 22 Kubikmeter pro Sekunde beträgt. Im 1977 fertiggestellten Rückhaltebecken wurde ein kleiner Dauerstau angelegt, der Zentrum eines Feuchtbiotops wurde.
In der Weingarter Ortsmitte wurde die Walzbach Mitte der 1990er Jahre mit Störsteinen und Anpflanzungen naturnah umgestaltet. In diesem Abschnitt können Bachforellen und Flusskrebse nachgewiesen werden. Ebenfalls in den 1990er Jahren wurde der Abzweig des Weingartener Entlastungskanals so umgebaut, dass wieder mehr Wasser in den Weingarter Bach gelangt. Seit der Pfinz-Saalbach-Korrektion war der Weingarter Bach weitgehend funktionslos geworden und war meist trockengelegen. Heute ist der Entlastungskanal über ein als Natursteinrampe ausgebildetes Streichwehr und eine Fischtreppe an die Walzbach angebunden; das frühere Schlammabsetzbecken am Anfang des Kanals wurde naturnah umgebaut.

### LUBW
Amtliche Online-Gewässerkarte mit passendem Ausschnitt und den hier benutzten Layern: des Walzbachs und seines Einzugsgebietes

Allgemeiner Einstieg ohne Voreinstellungen und Layer: Daten- und Kartendienst der Landesanstalt für Umwelt Baden-Württemberg (LUBW) (Hinweise)
1. 1 2 3 4 5  Höhe nach dem Höhenlinienbild auf dem Hintergrundlayer Topographische Karte oder dem Digitalen Geländemodell der Online-Karte.
2. 1 2 3  Länge nach dem Layer Gewässernetz (AWGN).
3. ↑  Einzugsgebiet aufsummiert aus den Teileinzugsgebieten nach dem Layer Basiseinzugsgebiet (AWGN).
4. ↑  Namen nach dem Layer Gewässername.
5. 1 2 3 4  Schutzgebiete nach den einschlägigen Layern, Natur teilweise nach dem Layer Biotop.
6. ↑  Steckbrief HRB Brühl bei der LUBW (abgerufen am 22. August 2019).
7. ↑  Steckbrief HRB Seewiesen bei der LUBW (abgerufen am 22. August 2019).
8. ↑  Steckbrief HRB Am Alten Schloss bei der LUBW (abgerufen am 23. August 2019).
9. ↑  
Querprofile
nördlich der Unterquerung der Autobahn,
bei Staffort
nördlich des Aquädukts über den Neuen Kanal,
erzeugt aus dem Digitalen Geländemodell des Online-Kartenservers der LUBW.
10. 1 2  Einzugsgebiet nach dem Layer Basiseinzugsgebiet (AWGN).
11. 1 2  Seefläche nach dem Layer Stehende Gewässer.

### Andere Belege
1. 1 2  Josef Schmithüsen: Geographische Landesaufnahme: Die naturräumlichen Einheiten auf Blatt 161 Karlsruhe. Bundesanstalt für Landeskunde, Bad Godesberg 1952. → Online-Karte (PDF; 5,1 MB)
2. ↑  Albert Nikolaus: Heimatbuch Weingarten (Baden). Herausgegeben vom Bürger- und Heimatverein Weingarten, Weingarten 2000, S. 22, 77.
 Der 1943 verstorbene Autor war Pfarrer von Weingarten.
3. 1 2  Uebersichtsplan der Gemarkung Weingarten Blatt I, Zeichnung 1895, Druck 1898 beim Generallandesarchiv Karlsruhe.
4. ↑  Meßtischblatt 6917 Weingarten von 1876 in der Deutschen Fotothek.
5. ↑  Wilhelm Kelch: Tausend Jahre Weingarten. 985–1985. Band 1, Herausgeber Gemeinde Weingarten (Baden), Weingarten (Baden) 1985, S. 136.
6. 1 2  Thomas Adam: Wiesenwässerung aus Walzbach, Weingarter Bach und Grombach. In: Dieter Hassler (Hrsg.): Wässerwiesen: Geschichte, Technik und Ökologie der bewässerten Wiesen, Bäche und Gräben in Kraichgau, Hardt und Bruhrain. Verlag Regionalkultur, Ubstadt-Weiher 1995, ISBN 3-929366-20-7, S. 231–245, hier S. 231.
7. ↑  Nikolaus, Heimatbuch Weingarten. S. 23.
8. ↑  Topographisches Bureau Baden (Hrsg.), W. Winckens (Bearb.): Topographische Karte über das Grossherzogthum Baden: nach der allgemeinen Landesvermessung des Großherzoglichen militairisch topographischen Bureaus. Blatt 17 Bretten Karlsruhe 1841 bei der Universitätsbibliothek Heidelberg.
9. ↑  Naturereignis. In: Proteus oder Mannichfaltigkeiten aus dem Gebiete der Literatur, Kunst, Natur und des Lebens.  Nr. 23/1817 (19. März 1817) S. 92 (Digitalisat bei der Bayerischen Staatsbibliothek).
10. ↑  Wasser in der Hungerquelle gesichtet. Website der Gemeinde Walzbachtal, 1. Juli 2013 (abgerufen am 22. August 2019).
11. ↑  Informationstafel Die „Hungerquelle“ der Gemeinde Walzbachtal, Stand 16. August 2019.
12. ↑  Hassler, Tausend Jahre Mühe. In: Hassler, Wässerwiesen. S. 40–61, hier S. 42.
13. ↑  Dieter Hassler: Tausend Jahre Mühe und kein Ende. Die Geschichte des Bachbaus in Kraichgau, Hardt und Bruhrain. In: Hassler, Wässerwiesen. S. 40–61, hier S. 61.
14. ↑  Informationstafel am südlichen Widerlager der Marktbrücke, Stand 16. August 2019.
15. ↑  Nikolaus, Heimatbuch Weingarten. S. 95–104.
16. ↑  Gemeinde Walzbachtal (Hrsg.): Wössingen im Wandel der Zeit. Walzbachtal 1971, S. 37.
17. ↑  Nikolaus, Heimatbuch Weingarten. S. 29 f.
18. ↑  Nikolaus, Heimatbuch Weingarten. S. 102 f.
19. ↑  Walzbachtal, Wössingen. S. 114 f, 138.
20. ↑  Nikolaus, Heimatbuch Weingarten. S. 24–26.
21. ↑  Nikolaus, Heimatbuch Weingarten. S. 28.
22. ↑  Adam, Wiesenwässerung aus Walzbach, Weingarter Bach und Grombach. In: Hassler, Wässerwiesen. S. 231–245, hier S. 233.
23. ↑  Adam, Wiesenwässerung aus Walzbach, Weingarter Bach und Grombach. In: Hassler, Wässerwiesen. S. 231–245, hier S. 238 f.
24. ↑  Adam, Wiesenwässerung aus Walzbach, Weingarter Bach und Grombach. In: Hassler, Wässerwiesen. S. 231–245, hier S. 242 f.
25. ↑  Walzbachtal, Wössingen. S. 32, 34.
26. ↑  Nikolaus, Heimatbuch Weingarten. S. 297, 325–334.
27. ↑  Roland Jürgen Felleisen: Wechselvolle Geschichte der Weingartener Mühlen. In: Weingartener Heimatblätter. 21(2004) S. 18–20.
28. ↑  Adam, Wiesenwässerung aus Walzbach, Weingarter Bach und Grombach. In: Hassler, Wässerwiesen. S. 231–245, hier S. 233, 236 f.
29. ↑  Adam, Wiesenwässerung aus Walzbach, Weingarter Bach und Grombach. In: Hassler, Wässerwiesen. S. 231–245, hier S. 241 f.
30. ↑  Adam, Wiesenwässerung aus Walzbach, Weingarter Bach und Grombach. In: Hassler, Wässerwiesen. S. 231–245, hier S. 237 f.
31. ↑  Walzbachtal, Wössingen. S. 117 f.
32. ↑  Ruth Aich:: Die zweite Rettung der Tullabrücke. Ein historischer Gemeinderatsbeschluss. In: Weingartener Heimatblätter. 25(2008) S. 26–27.
33. ↑  Kelch, Tausend Jahre Weingarten. S. 436–438.
34. ↑  Adam, Wiesenwässerung aus Walzbach, Weingarter Bach und Grombach. In: Hassler, Wässerwiesen. S. 231–245, hier S. 246.
35. ↑  Kirsten Etzold: Künstlich verknüpfte Wasserwelten. Der Walzbach in Weingarten ist zum Vorzeigemodell geworden. In: Weingartener Heimatblätter. 19(2002) S. 20–21 (nicht näher datierter Nachdruck aus den Badischen Neuesten Nachrichten).